# Nancy Ip

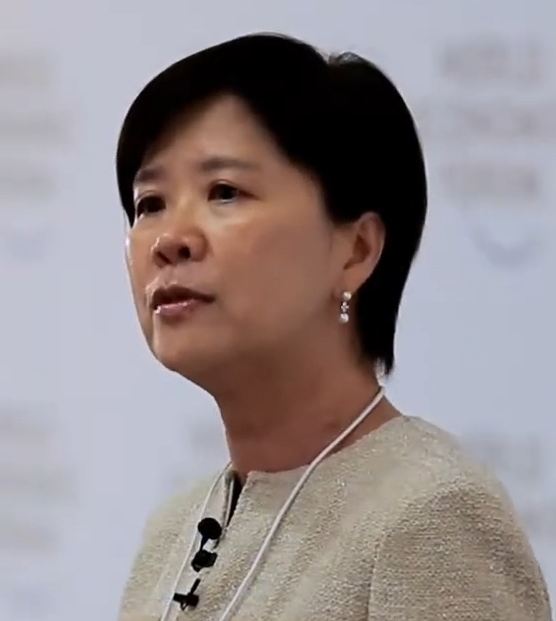
Nancy Ip (September 2013)

Nancy Y. Ip SBS (chinesisch 葉玉如 / 叶玉如, Pinyin Yè Yùrú; geb. 30. Juli 1955 in Hongkong) ist eine Hongkonger Neurowissenschaftlerin. Sie ist Vizepräsidentin für Forschung und Entwicklung, Morningside-Professorin für Biowissenschaften und Direktorin des State Key Laboratory of Molecular Neuroscience an der Hong Kong University of Science and Technology (HKUST).

## Biografie
Nancy Ip wurde in der britischen Kronkolonie Hongkong geboren. Ihre Vorfahren stammen aus Taishan, Guangdong. Sie ist das jüngste von sechs Kindern. Nancy Ip und vier ihrer Schwestern besuchten das renommierte St. Mary’s Canossian College im Hongkonger Stadtteil Kowloon. Drei ihrer Schwestern wurden nach dem College-Abschluss Lehrerinnen, um die Familie finanziell zu unterstützen. Eine davon war sogar Nancys Lehrerin in an der Grundschule. Ihr Interesse an Biologie wurde durch ihren Biologielehrer am College geweckt. Beim Sezieren einer Kakerlake faszinierte sie das komplizierte System im Innern des Körpers.
Nancy Ip erhielt ein Vollstipendium am Simmons College in Boston, Massachusetts. 1977 erlangte sie dort ihren Bachelor of Arts mit Auszeichnung in Chemie und Biologie. Während ihres Abschlussjahres erforschte sie die Synthese des β-Laktam-Rings von Penicillin. Anschließend studierte Ip Pharmazie an der Harvard University Medical School und erlangte hier 1983 ihren Doktortitel. Während des Studiums spezialisierte sie sich auf Hirnfunktionen. Sie arbeitete im Labor für Neurotransmissionen von Richard Zigmond. Bei ihm lernte sie solide Laborprotokolle zu erstellen und Geduld beim Erreichen von Forschungszielen zu haben. Nach ihrer Promotion war Ip ein Jahr lang Postdoc  am Sloan-Kettering Institute in New York City und danach zwei Jahre lang Laborleiterin für Medizingenetik bei der Lifecodes Corporation. Während dieses frühen Teils ihrer wissenschaftlichen Karriere kam es zu wichtigen Entwicklungen auf dem Gebiet der Molekularbiologie, wie der Erfindung der Polymerase-Kettenreaktion 1983. Im Jahr darauf erweiterten Ip und Zigmond dieses Feld durch ihre Entdeckung, dass Muster präsynaptischer Nervenaktivität den Typ der Neurotransmitter bestimmen kann, der postsynaptische Ereignisse reguliert. Bald darauf wurde Nancy Ip leitende wissenschaftliche Mitarbeiterin bei Regeneron Pharmaceuticals in New York City, wo sie an neurotrophischen Faktoren arbeitete. Ihr Mentor war zu dieser Zeit George Yancopoulos. Mit ihm und ihren Kollegen demonstrierte Nancy Ip 1992, dass Blutzellen und neuronale Zellen Rezeptorenkomponenten teilen, so dass die Aktionen derer Wachstumsfaktoren überlappen. Diese Forschung untermauerte, dass Immunsystem und Nervensystem miteinander verbunden sind.
Ip ist seit 1993 Professorin an der Hong Kong University of Science and Technology. Sie ist Dekanin für Wissenschaften, Morningside-Professorin für Biowissenschaften und Direktorin am State Key Laboratory of Molecular Neuroscience der Universität.
Sie wurde 2001 in die Chinesische Akademie der Wissenschaften gewählt. 2004 erhielt Ip den UNESCO-L’Oréal-Preis für Wissenschaftlerinnen.

## Auszeichnungen
- 1998 – Croucher Foundation Senior Research Fellowship
- 2001 – Mitglied der Chinesischen Akademie der Wissenschaften
- 2003 und 2011 – Staatspreis für Naturwissenschaften des Staatsrats der Volksrepublik China
- 2004 – Fellow, The World Academy of Sciences
- 2004 – UNESCO-L’Oréal-Preis[2]
- 2008 – Prize for Scientific and Technological Progress of Ho Leung Ho Lee Foundation
- 2008 – Medal of Honor, Hong Kong SAR Government
- 2011 – Chevalier de l’Ordre National du Merite, Frankreich
- 2014 – Justice of Peace, Hong Kong SAR Government
- 2015 – Founding Member, The Academy of Sciences of Hong Kong
- 2015 – Foreign Associate, US National Academy of Sciences
- 2016 – Foreign Honorary Member, American Academy of Arts and Sciences[9]